# Saint-Salvy
Saint-Salvy è un comune francese di 182 abitanti situato nel dipartimento del Lot e Garonna nella regione della Nuova Aquitania.

## Società

### Evoluzione demografica
Abitanti censiti